# 백하빈
백하빈(2000년 1월 24일 ~ )은 대한민국의 뮤지컬 배우다.

## 방송
- 아직 최선을 다하지 않았을 뿐 (2022) - 서형 역
- 2022 DIMF 뮤지컬 스타 (2022) - 우수상(5위)
- 진검승부 (2022)

## 공연
- 베르나르다 알바 (2023) - 어린 하녀 역

## 영화
- 어떤 계절 (2020) - 연희 역